# Slingsby T.21 Sedbergh
Dimensions
Le Slingsby T21 Sedbergh est un planeur biplace côte-à-côte d'entraînement, conçu dans les années 1940, principalement pour la Royal Air Force. Planeur torpédo (sans verrière) aux caractéristiques saines, il est encore utilisé de nos jours, principalement parce qu'une telle configuration est devenue rarissime sur les planeurs plus récents.

## Conception et développement
Le prototype du Type 21, le T.21P, fit son premier vol en 1944. C'était une construction en structure bois entoilée et, pour une large part, une extrapolation du monoplace allemand Grunau Baby que Slingsby construisait sous licence avant guerre.
Les ailes haubanées avaient une envergure de 15,25 m, et la partie supérieure du poste de pilotage était amovible pour exposer l'équipage au vent relatif comme sur les premiers planeurs. Initialement conçu pour être utilisé par l'Air Training Corps, il a été refusé et mis en réserve.
Après la guerre il a été acheté par le London Gliding Club qui l'a trouvé très utilisable. Des améliorations furent proposées qui donnèrent le T.21A, premier vol en 1947, son envergure était portée à 16,50 m et la partie amovible du cockpit disparaissait. Un seul fut construit, mais une version légèrement modifiée, initialement connue sous le nom de T.28, a été commandée par la RAF pour l'entraînement des cadets de l'Air. Devenue le T.21B, cette version (appelé Sedbergh TX.1 en référence à l'école privée portant ce nom) a fait son premier vol en décembre 1947 et a été produite en quantité pour la RAF et pour des clubs civils. Un grand nombre a été exporté en Inde, ainsi qu'en Égypte, en Jordanie, au Kenya, en Malaisie, aux Pays-Bas, au Pakistan, au Portugal, en Afrique du Sud et en Suède.
Auparavant, la formation se faisait principalement sur des planeurs monoplaces, mais après l'introduction du T.21, et de son cousin, le biplace en tandem Slingsby T.31 Tandem Tutor, la quasi-totalité de la formation initiale au début des années 1950 se faisait sur biplace. Le T.21 était surnommé «la barge», pour sa forme en coque en forme de bateau et ses qualités de vol calmes, tandis que le T.31 devenait «la brique», lui aussi pour ses qualités de vol.
Une autre version unique a été le T.21C, aussi connu sous le nom de T.46, qui a volé en octobre 1957. Les ailes ont été placées en position médiane sur le fuselage, plutôt que sur un pylône au-dessus. Cela a eu pour effet d'augmenter l'envergure à 17,20 m. Il avait également un cockpit fermé et des empennages redessinés.
Environ 226 T.21B ont été construits et la production s'est terminée en 1966. Ce total comprenait 19 construits pour la RAF par Martin Hearn Ltd. à Hooton Park en 1950 et environ cinq construits par des clubs ou des particuliers à partir de kits ou de pièces de rechange.

## Historique opérationnel
Le RAF a reçu 95 Sedberghs, et le type est resté en service jusqu'au milieu des années 1980, quand tous les planeurs en bois furent remplacés par des Grob G103a Twin II. À cette époque, la plupart des clubs civils n'utilisaient plus de T-21, mais quand la flotte de la RAF fut vendue aux enchères le type trouva une nouvelle popularité auprès des adeptes des vols de loisirs en Allemagne et aux Pays-Bas ainsi qu'au Royaume-Uni.

## Variantes
T.21P
Le prototype initial, construit avec un cockpit ouvert torpédo), proposé à l'Air Training Corps à la place du T.20 avec une aile de 15,25 m
d'envergure, premier vol en 1944.
T.21A
Version civile avec l'aile de 16,50 m.
T.21B

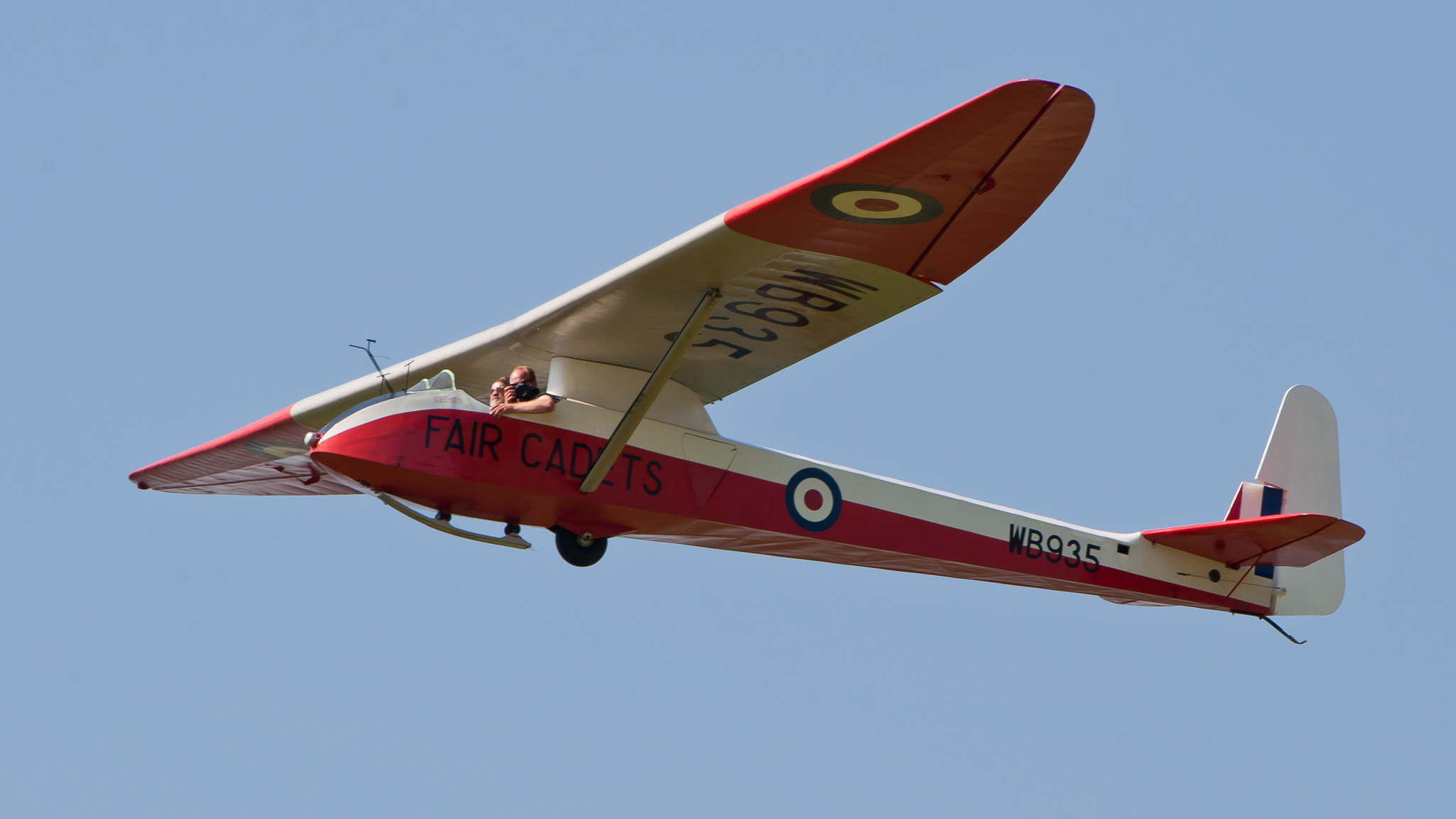
Slingsby T.21B en finale sur l'aérodrome de Hahnweide

Version produite pour l'Air Training Corps connue sous le nom Slingsby Sedbergh TX Mk.1
Slingsby Sedbergh TX Mk.1
Appellation de la RAF pour les T.21B en service dans l'ATC et dans la RAF
T.21C
Version très améliorée du T.21 avec un nouveau fuselage, un cockpit fermé et des ailes médianes, a été rebaptisé T.46. Un seul T.21C a été construit et est resté en service jusqu'à la fin des années 1990.
T.46
Le T.21C rebaptisé.

## Utilisateurs
Royaume-Uni
Royal Air Force
Air Training Corps

## Planeurs exposés

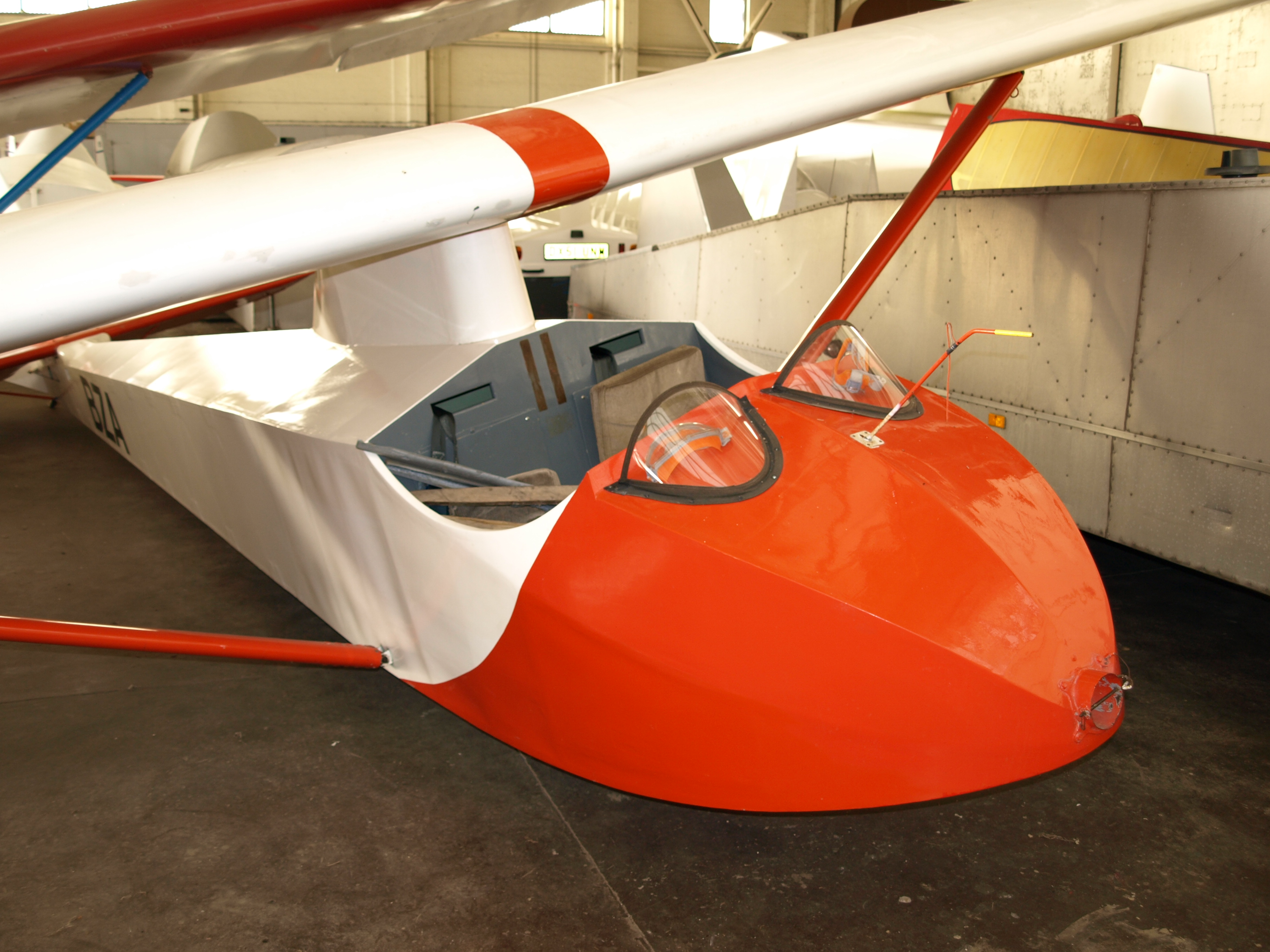
Slingsby T.21 at Windrushers Gliding Club

- US Southwest Soaring Museum[1]

## Sources
- British Gliders and Sailplanes 1922-1970
- The World's Sailplanes:Die Segelflugzeuge der Welt:Les Planeurs dans Le Monde
- (en) « Slingsby Type 21 production list » (consulté le 14 juin 2013)

## A lire aussi
- Bridgman, Leonard. Jane's All The World's Aircraft 1953–54. London: Jane's All The World's Aircraft Publishing Ltd, 1953.
- Slingsby Sailplanes.